# Sowerbaea multicaulis
Sowerbaea multicaulis là một loài thực vật có hoa trong họ Măng tây. Loài này được E.Pritz. miêu tả khoa học đầu tiên năm 1904.